# 4e armée de la Garde
Pour les articles homonymes, voir 4e armée.
La 4e armée de la Garde est une unité soviétique qui a combattu sur le Front de l’Est face à l'Allemagne nazie pendant la Seconde Guerre mondiale.

## Histoire
Le 16 avril 1943, le commandement suprême ordonne la création de l'armée. Le 5 mai 1943, elle est formée sur la base de la 24e armée dans le district militaire des steppes. Le 3 juillet, l'armée est placée dans la réserve Stavka, le 18 juillet incluse dans le front de la steppe, et le 23 juillet de nouveau placée dans la réserve Stavka.
L'armée participe à des actions décisives telles que la bataille de Koursk, la deuxième offensive Jassy-Kishinev, la lutte pour la Hongrie centrale et l'offensive de Vienne. À la fin de la guerre, la 4e armée de la Garde faisait partie du 3e front ukrainien.
Elle est dissoute en mars 1947.

## Commandants

### Commandants
- Lieutenant-général Grigori Koulik (7 avril – 22 septembre 1943)
- Lieutenant-général Alexeï Zyguine (22-27 septembre 1943)
- Lieutenant-général Ivan Vassilievitch Galanine (septembre 1943 - janvier 1944, février-novembre 1944)
- Major-général Alexandre Ivanovitch Ryjov (janvier-février 1944)
- Lieutenant-général Ilya Kornilovitch Smirnov (3-22 février 1944)
- Général d'armée Gueorgui Zakharov (novembre 1944 - mars 1945)
- Lieutenant-général Nikanor Zakhvataïev (1er mars 1945 – juillet 1945)
- Colonel général Vladimir Zakharovitch Romanovski (1946-47)

### Membres du Soviet militaire (conseil)
Ce poste de commissaire politique était destiné à maintenir le contrôle du Parti communiste.
- Colonel, général-major I. A. Gavrilov
- Colonel Dmitri Chepilov
- Colonel-commissaire M. M. Stahoursky
- Général-major V. N. Semenov
- Général-major Léonid Botcharov